# Glashütte Lamberts
Die Glashütte Lamberts wurde 1934 von Josef Lamberts in Waldsassen (Oberpfalz) eröffnet. Die Glashütte ist in Deutschland der einzige und weltweit einer von drei Herstellern von mundgeblasenem Flachglas. Sie wird von Rainer Schmitt geleitet (Stand: 2018).

## Unternehmensgeschichte

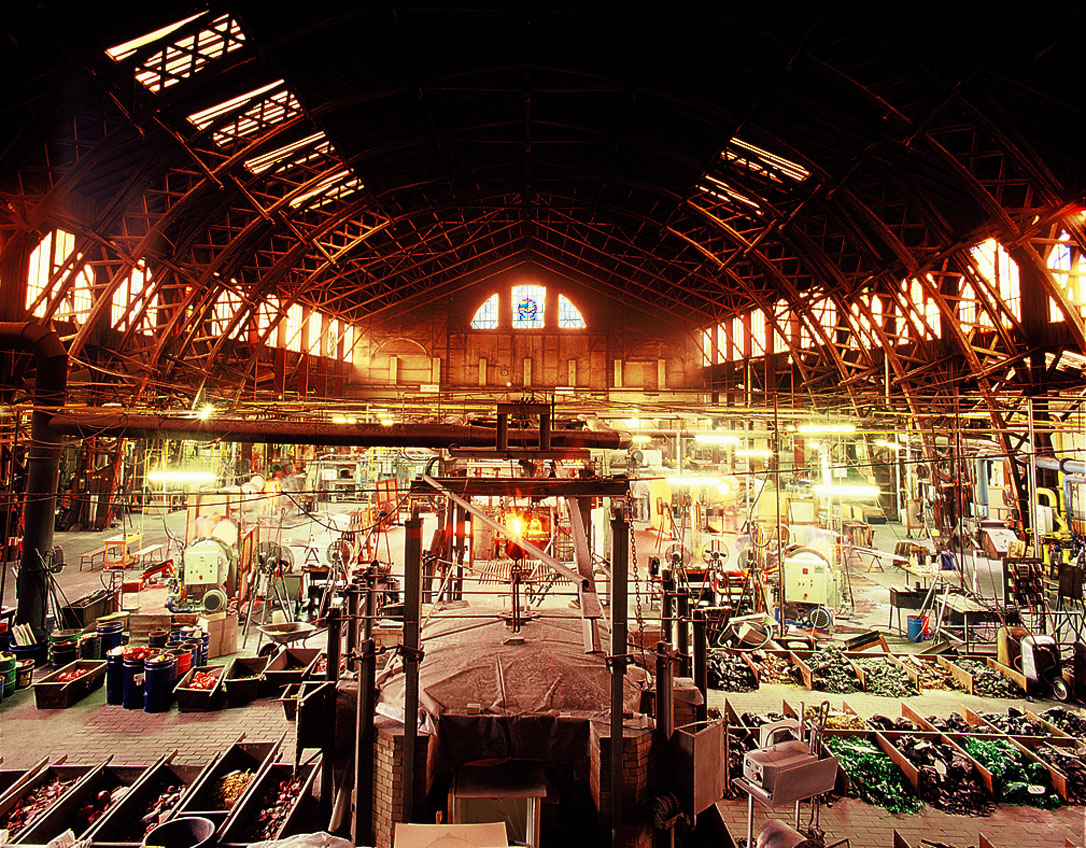
Glashütte Lamberts: Fabrikhalle von 1906

In Waldsassen, nahe der damals böhmischen Grenze, siedelten sich 1884 eine, 1906 eine weitere Glashütte an, die von den Kaolin- und Kohlevorkommen im Nachbarland sowie vom günstigen Einkaufspreis, dem Wasservorkommen und den guten Transportbedingungen profitierten. Hergestellt wurde rohes, geblasenes Spiegelglas. In der Folge der Weltwirtschaftskrise mussten die Hütten 1929 stillgelegt werden. Die ältere der beiden (Glasfabrik der Gebr. Bloch) wurde nicht wieder in Betrieb genommen, die jüngere hingegen von einem Fürther Unternehmen mit kurzlebigem Erfolg weiterbetrieben. Dieser 1906 unter dem Namen Glasfabrik Waldsassen GmbH gegründete Betrieb wurde 1934 bis 1939 vom derzeitigen Betreiber aufgekauft, die Produktion unter dem Namen Glasfabrik Lamberts, Waldsassen aufgenommen und die Spezialisierung auf Antik-, Bunt- und Signalglas vorangetrieben (1943: erster Betrieb, der gezogenes Farbenglas herstellte). Der Unternehmensname lautet seit 1988 Glashütte Lamberts. Seit Oktober 2018 ist Rainer Schmitt Eigentümer und Geschäftsführer des Traditionsunternehmens.
Waren in den Anfängen der Glashütte die Herstellung von Gläsern für Bleiverglasungen im sakralen Bereich (Kirchen, Moscheen und Synagogen) bestimmend, so sind inzwischen neue, vielfältige Fertigungstechniken hinzugekommen. Bestimmend geblieben ist die Herstellung von mund-/handgearbeitetem Glas (im Unterschied zur industriellen, maschinellen Fertigung).

## Herstellung

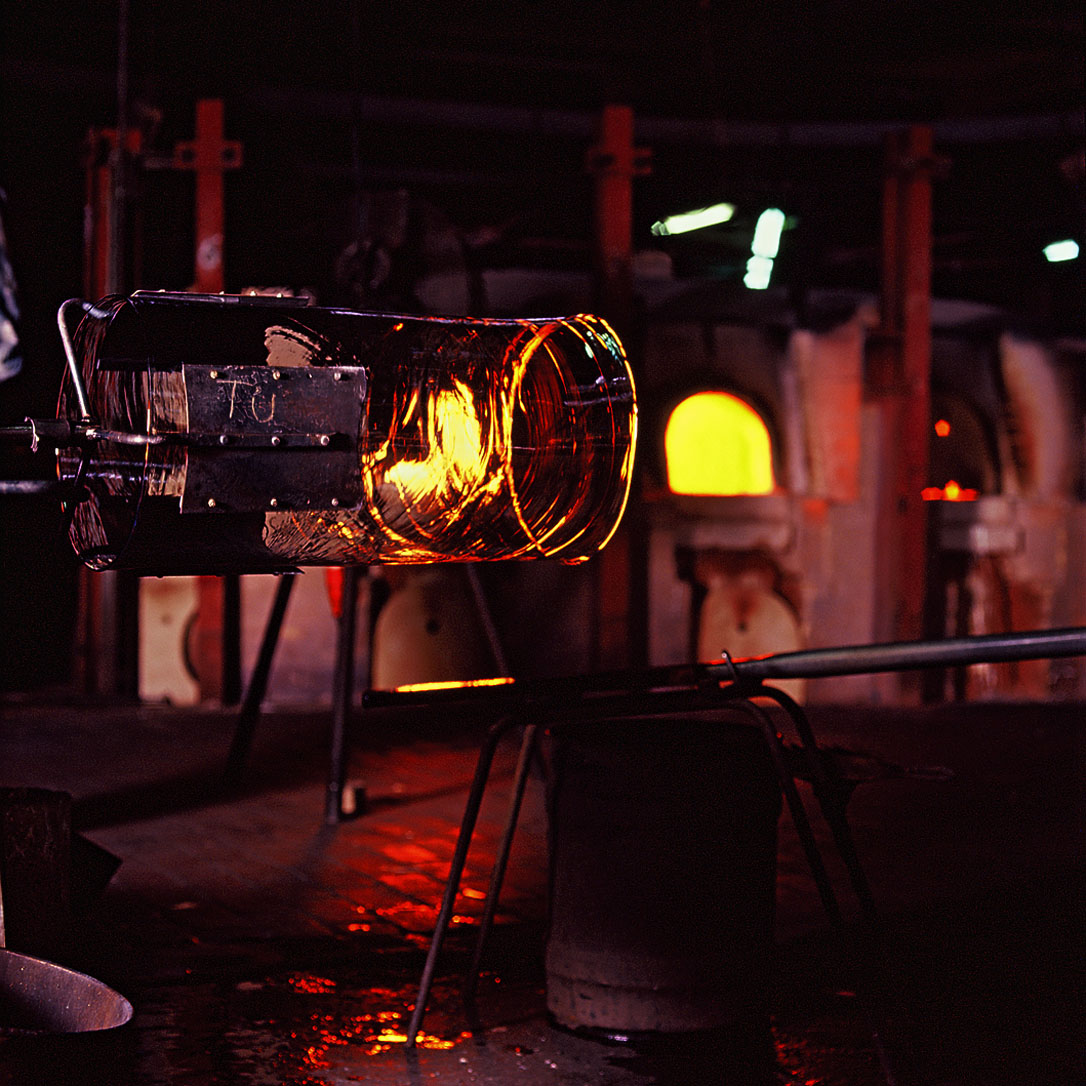
Mundgeblasenes Glas – eine Röhre ist entstanden, die zu Flachglas weiter verarbeitet wird.

Eisen, Nickel, Kupfer, andere Metalle sowie Gold oder Silber werden dem flüssigen Glas in einer bestimmten Dosis beigegeben und sind für die Färbung verantwortlich. Mit ihren Rezepturen kann die Glashütte 5000 Standardfarben anbieten, sich aber bei Bedarf auf Nuancen und Sonderanfertigungen einstellen. Zum Produktsortiment zählen Echt-Antikgläser, Restaurierungsgläser, Danziger und Crackled Gläser, Überfanggläser, Streaky Gläser, Neu-Antikgläser, mundgeblasene UV-Schutzgläser, Crown Bullions, Crown Glass und Echte Butzen. 
Im Produktionsverfahren am Schmelzofen wird zunächst ein genügend langer Glaskolben von einem Glasbläser mundgeblasen und die Enden geschnitten. Die Glasröhre wird wieder erhitzt, längs geschnitten, nach rechts und links flach auseinandergebogen. So entsteht die Flachglasform, die weiter verwendet werden kann.

## Leistungen

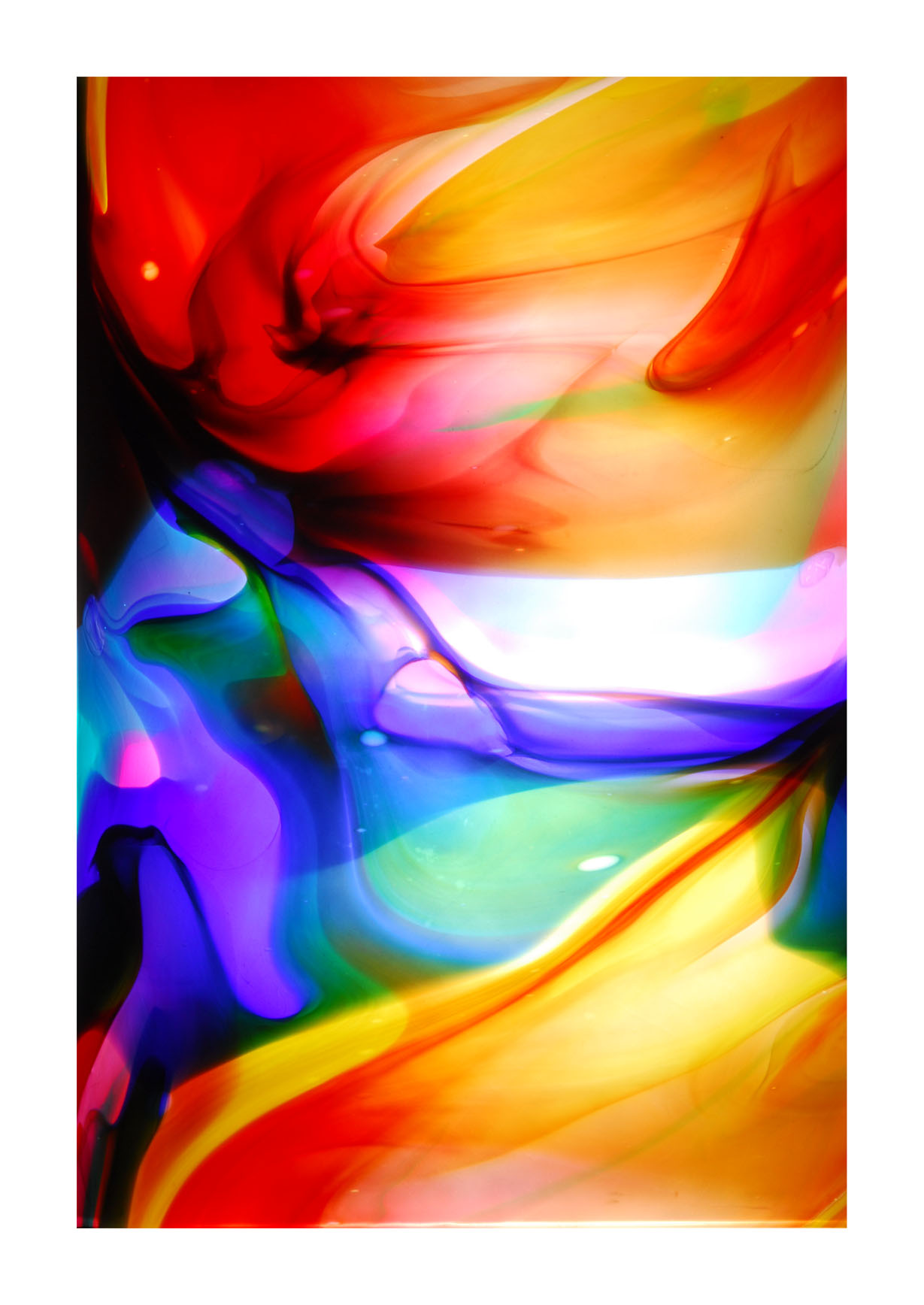
Überfangglas

Das Unternehmen zählt zu den drei verbliebenen Betrieben weltweit, die mundgeblasenes Flachglas auf traditionelle Weise herstellen. Glasmalbetriebe, die in Zusammenarbeit mit Künstlern Kunstwerke anfertigen, sind auf diese Fertigung angewiesen. Die Glashütte beliefert hauptsächlich internationale Auftraggeber. Inländische Unternehmen wie Derix, Glasmalerei Peters, Mayer’sche Hofkunstanstalt und andere profitieren jedoch von kürzeren Lieferfristen und der Möglichkeit, regelmäßig vor Ort ihre Projekte abzustimmen. Aufgrund ihrer traditionellen Herstellungsmethoden gilt die Glashütte Lamberts auch in der historischen und archäologischen Forschung als Referenz für die handwerklichen Techniken früherer Epochen.
Die neuen knapp 1300 Glaselemente für die Restauration des Ziffernblattes am Elizabeth Tower  im Jahr 2017 wurden über mehrere Monate in der Glashütte Lamberts auf traditionelle Weise in mehreren Arbeitsschritten gefertigt und stellen jeweils mundgeblasene Unikate dar.

## Ehrungen
- 2001: Bayerischer Staatspreis in Gold für künstlerische Gestaltung der mundgeblasenen Flachgläser in über 5000 verschiedenen Farben. Folgeauszeichnung war die Erweiterung der Herstellung über die Zulieferung von Glas als Zwischenprodukt hinaus[4]
- 2008: Goldmedaille Denkmal 2008 für herausragende Leistungen in der Denkmalpflege in Europa[5]
- 2011: Kulturpreis des Bezirks Oberpfalz in der Kategorie Denkmalpflege[6]

## Siehe auch

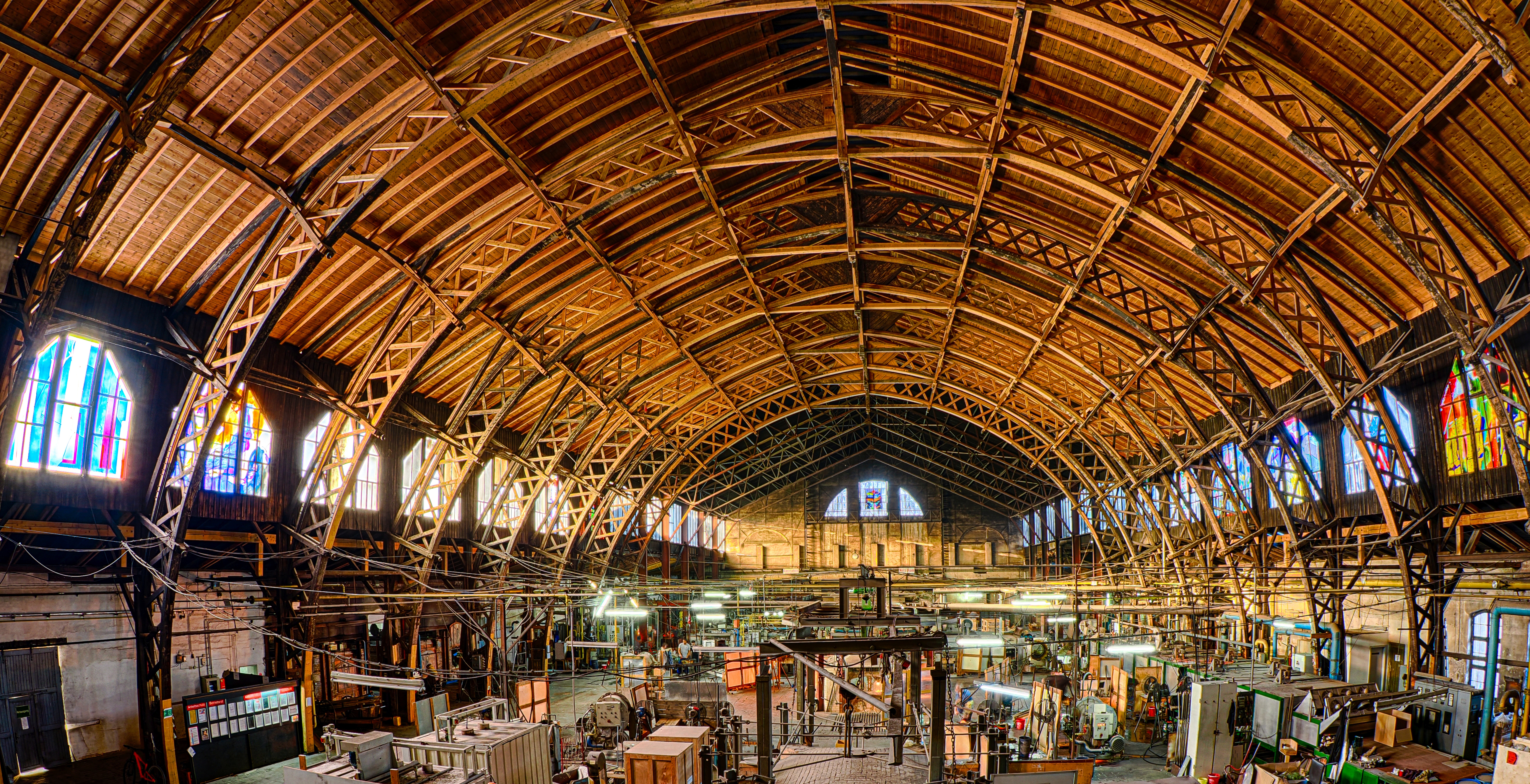
Historische und denkmalgeschützte Ofenhalle der Glashütte Lamberts Waldsassen